# Coryphoideae
Coryphoideae (korifoidi), velika potporodica palmi (Arecaceae)

## Opis
Više od polovice filogenetskih analiza porodice palmi temeljenih na sekvencama DNK ne razlučuje potporodicu Coryphoideae kao monofiletsku (Baker et al., 1999; Asmussen et al., 2000; Asmussen & Potjera, 2001.; Hahn, 2002a). Međutim, plastidna RFLP filogenija Uhl et al. (1995.), u kojem je taksonomsko uzorkovanje bilo jako pristrano prema korifoidima, razlučio je potporodicu Coryphoideae uključujući tribus Caryoteae iz potporodice Arecoideae kao monofiletsku skupinu. Studija Lewisa i Doylea (2001.), temeljena na DNA sekvencama nuklearnog gena, malat sintaze, i studija Hahna (2002.a), temeljena na kombiniranom, smanjenom skupu podataka, razlučila je Coryphoideae kao monofiletsku. Međutim, treba napomenuti da je veličina uzorka bila mala u oba slučaja. Mnogi skupovi podataka grupiraju pleme Caryoteae iz potporodice Arecoideae zajedno s članovima potporodice Coryphoideae, često u bliskim odnosima s potplemenom Coryphinae ili plemenom Borasseae (Uhl et al., 1995; Asmussen et al., 2000; Asmussen & Chase, 2001; Hahn, 2002a).

## Tribusi i rodovi
1. Tribus Corypheae Martinov
  1. Subtribus Caryoteae Scheff.
    1. Chuniophoenix Burret (3 spp.)
    2. Nannorrhops H. Wendl. (2 spp.)
    3. Tahina J. Dransf. & Rakotoarin. (1 sp.)
    4. Kerriodoxa J. Dransf. (1 sp.)
    5. Caryota L. (14 spp.)
    6. Arenga Labill. (24 spp.)

  2. Subtribus Hyphaeninae Becc. ex J. Dransf. & N. W. Uhl
    1. Latania Comm. ex Juss. (3 spp.)
    2. Lodoicea Comm. ex DC. (1 sp.)
    3. Borassus L. (5 spp.)
    4. Borassodendron Becc. (2 spp.)
    5. Satranala J. Dransf. & Beentje (1 sp.)
    6. Bismarckia Hildebrandt & H. Wendl. (1 sp.)
    7. Medemia Wuerttemb. ex H. Wendl. (1 sp.)
    8. Hyphaene Gaertn. (8 spp.)

  3. Subtribus Coryphinae J. Dransf. & N. W. Uhl
    1. Wallichia Roxb. (8 spp.)
    2. Corypha L. (5 spp.)
2. Tribus Livistoneae J. Dransf.
  1. Subtribus Sabalinae Mart. ex Endl.
    1. Sabal Adans. (16 spp.)

  2. Subtribus Thrinacinae Becc.
    1. Itaya H. E. Moore (1 sp.)
    2. Sabinaria R. Bernal & Galeano (1 sp.)
    3. Cryosophila Blume (10 spp.)
    4. Trithrinax Mart. (3 spp.)
    5. Chelyocarpus Dammer (4 spp.)
    6. Schippia Burret (1 sp.)
    7. Zombia L. H. Bailey (1 sp.)
    8. Coccothrinax Sarg. (61 spp.)
    9. Thrinax L. f. ex Sw. (3 spp.)
    10. Leucothrinax C. Lewis & Zona (1 sp.)
    11. Hemithrinax Hook. f. (3 spp.)

  3. Subtribus Livistoninae Saakov
    1. Washingtonia H. Wendl. (2 spp.)
    2. Pritchardia Seem. & H. Wendl. (30 spp.)
    3. Copernicia Mart. ex Endl. (22 spp.)
    4. Chamaerops L. (1 sp.)
    5. Trachycarpus H. Wendl. (10 spp.)
    6. Rhapidophyllum H. Wendl. & Drude (1 sp.)
    7. Maxburretia Furtado (3 spp.)
    8. Rhapis L. f. ex Aiton (11 spp.)
    9. Guihaia J. Dransf., S. K. Lee & F. N. Wei (4 spp.)
    10. Licuala Thunb. (150 spp.)
    11. Johannesteijsmannia H. E. Moore (4 spp.)
    12. Lanonia A. J. Hend. & C. D. Bacon (19 spp.)
    13. Saribus Blume (10 spp.)
    14. Livistona R. Br. (28 spp.)
    15. Pholidocarpus Blume (6 spp.)
    16. Brahea Mart. (12 spp.)
    17. Serenoa Hook. f. (1 sp.)
    18. Acoelorraphe H. Wendl. (1 sp.)
    19. Colpothrinax Griseb. & H. Wendl. (3 spp.)

  4. Subtribus Phoenicinae Mart. ex Endl.
    1. Phoenix L. (14 spp.)